# Lepidosaphes araucariae
Lepidosaphes araucariae är en insektsart som beskrevs av John Wyman Beardsley 1965. 
Lepidosaphes araucariae ingår i släktet Lepidosaphes och familjen pansarsköldlöss. Inga underarter finns listade i Catalogue of Life.